# Lasochów
Lasochów – wieś w Polsce położona w województwie świętokrzyskim, w powiecie jędrzejowskim, w gminie Małogoszcz.
| SIMC    | Nazwa     | Rodzaj    |
| ------- | --------- | --------- |
| 0249165 | Dziadówki | część wsi |

W latach 1975–1998 miejscowość administracyjnie należała do województwa kieleckiego.

## Zabytki
Zespół dworski wpisany do rejestru zabytków nieruchomych (nr rej.: A.11/1-2 z 26.07.2007), obejmujący dwór murowany z lat 1750-1800 wraz z parkiem, zabytkową stodołę z końca XIX w., lodownię z XIX w. oraz gorzelnię z 2. połowy XIX w. przebudowaną na magazyn w 1943 r. Całość otoczona kanałami wodnymi i stawami.
Na przełomie XVI i XVII właścicielem Lasochowa był Krzysztof z Krużlowej Pieniążek herbu Odrowąż, uczestnik kampanii inflanckiej i moskiewskiej króla Stefana Batorego. W późniejszych latach dworzanin Zygmunta III Wazy i członek poselstwa polskiego do Szwecji. Autor „Etyki albo zwierciadła żywota Krzysztofa Pieniążka” oraz „Hippiki albo sposobów poznania, chowania i stanowienia koni”.
Na początku XIX w. majątek był dzierżawiony przez rodzinę Żeromskich – w roku 1819 przyszedł tu na świat Wincenty Żeromski, ojciec pisarza Stefana Żeromskiego.
Od roku 1886 posiadłość przeszła w ręce Antoniego Grabowskiego. Dzięki niemu majątek rozrastał się, a sam dwór został przebudowany na przełomie XIX i XX w. Przebudowę zakończono w 1907 r. W rękach Grabowskich pozostał Lasochów aż do 1945 r., kiedy stał się częścią PGR. Obecnie własność prywatna.